# Nyctanthes arbor-tristis

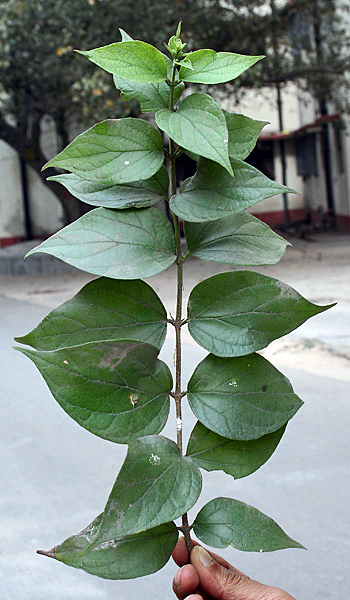
Liście

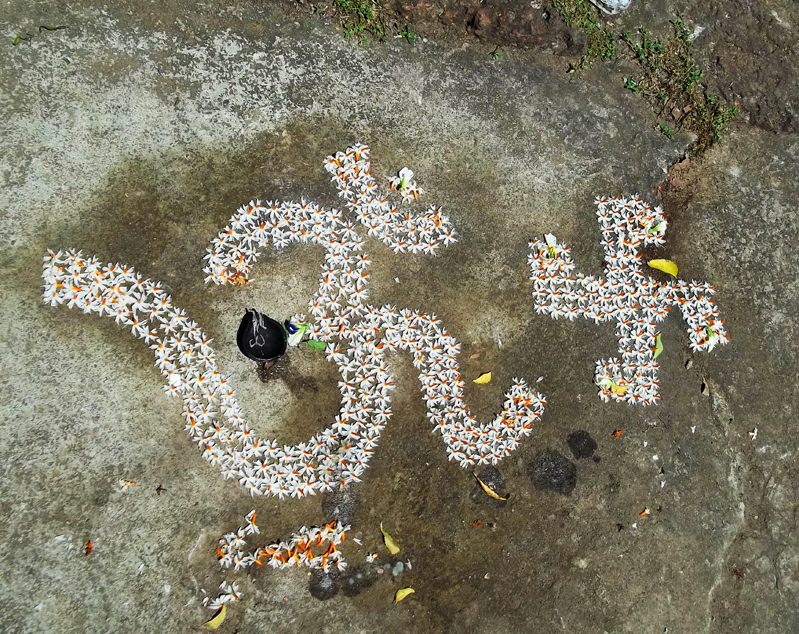
Sylaba om z kwiatów paridźaty w świątyni hinduskiej

Nyctanthes arbor-tristis – gatunek drzewa należący do rodziny oliwkowatych.

## Morfologia
PokrójKrzew lub niezbyt wysokie drzewo osiągające do 10 m wysokości. Kora szara, łuszcząca się,
LiścieNaprzeciwległe, pojedyncze.
KwiatyZebrane w skupiska po kilka razem, płatki białe, środek pomarańczowy. Silnie pachnące. Otwierają się o zmroku i zamykają o świcie.
OwoceOkrągława, brązowa, spłaszczona torebka zawierająca 2 nasiona.

## Znaczenie w hinduizmie
W mitologii indyjskiej roślina ta, o sanskryckiej nazwie paridźata, uważana jest za świętą, spełniającą życzenia (kalpawryksza).